# Dirimo Chávez
Dirimo Chávez (Barquisimeto, 10 augustus 1983) is een Venezolaans honkballer.

## Loopbaan in eigen land
Chávez, een rechtshandige slagman, tweede honkman en korte stop kwam voor het eerst uit in een hoofdklassecompetitie in zijn eigen land toen hij in 2001 tekende bij San Joaquin in de Venezolaanse Summer League. In dat jaar kwam hij tot een slaggemiddelde van .278. In 2002 kwam hij in dezelfde competitie uit voor Ciudad Alianza waar hij een slaggemiddelde van .277 haalde.

## Buitenland
Hij speelde tussen 2003 en 2005 voor de Boston Red Sox en New York Mets organisaties in diverse minor league clubs van Rookie League tot Double A niveau. In 2003 speelde hij voor de DSL Red Sox East en haalde een slaggemiddelde van .333. Hierna kwam hij uit voor de GCL Red Sox waar hij in 36 wedstrijden .342/.413/.378 haalde. De New York Mets namen Chávez in 2005 over van de Boston Rex Sox en hij kwam in dat jaar uit voor Portland Sea Dogs (AA, 2 wedstrijden), Wilmington Blue Rocks (High-A, 41 wedstrijden) en Greenville (Low-A, 13 wedstrijden). Zijn slaggemiddelde bij Wilmington was .205 toen hij naar de Mets organisatie ging. In 2004 sloeg hij .250 in de Sally League. De Mets plaatsten hem bij de Brooklyn Cyclones in 2005 en lieten hem in 2006 vertrekken waarna hij in Zuid-Amerika ging spelen. In 2008 en 2009 kwam hij uit in Spanje voor de hoofdklasse club San Inazio Bilbao waar hij een slaggemiddelde haalde in 2008 van .378/.442/.511 met 20 runs in 22 wedstrijden. In 2009 was zijn slaggemiddelde .396/.457/.514 voor de club. Daarna speelde hij voor de Indios de Veraguas in de Panamese Winter League. In het seizoen 2010 tekende hij een contract bij HCAW uit Bussum en debuteerde op zaterdag 10 april 2010 in de Nederlandse hoofdklasse. Hij was na Oscar Montero die in 2008 voor HCAW uitkwam de tweede Venezolaan die in Bussum speelde.

## Nationaal team
Sinds 2006 maakt Chávez deel uit van het nationale honkbalteam van Venezuela. Hij haalde een slaggemiddelde van .323/.382/.613 tijdens het kwalificatietoernooi in 2006 voor de Olympische Spelen van 2008. Tijdens de Central American and Caribbean Games van 2006 sloeg hij .310/.333/.310 in zeven wedstrijden en behaalde met zijn land de bronzen medaille. In 2007 deed hij mee met het team aan de Pan-Amerikaanse Spelen. In datzelfde jaar sloeg hij een gemiddelde van .250/.367/.417 en zeven runs in zeven wedstrijden tijdens de World Cup waar hij uitkwam als korte stop. In 2008 kwam hij tot een slaggemiddelde van .357/.381/.529 tijdens de Americas Baseball Cup. Het team behaalde mede hierdoor plaatsing voor de World Cup van 2009. Tijdens deze wereldkampioenschappen van 2009 in Nederland sloeg hij in de wedstrijd tegen de Verenigde Staten een Grand Slam homerun waardoor hij in de elfde inning de winst van 9-13 veiligstelde.